# متنزه بحيرات جرافتون الحكومي
بحيرات جرافتون هي متنزّه حكومي تبلغ مساحته2545 فدانًا (10.30 كم 2) يقع في مقاطعة رينسيلار ، نيويورك ، الولايات المتحدة.  يقع المتنزّه في الجزء الأوسط من بلدة جرافتون وشمال قرية جرافتون الصغيرة على طريق نيويورك الطريق 2 ، شمال شرق ألباني.  يحتوي المتنزّه على مركز بركة شيفر

## وصف المتنزّه
تم افتتاح متنزّه بحيرات جرافتون الحكومي في عام 1971. يحتوي على العديد من البحيرات، بما في ذلك البركة الطويلة، بركة الطاحونة، البركة الثانية.
يوفر المتنزّه شاطئًا وإطلاقًا للقوارب واستئجارًا للقوارب ومسارًا للجان والصيد (الغزلان واللعبة الصغيرة في الموسم) وصيد الأسماك وصيد الأسماك على الجليد (سمك السلمون والمرقط والبيكريل والسمك والباس) والتزلج على الجليد، والمشي لمسافات طويله، وركوب الدراجات، والنزهات، وطاولات وأجنحة ،مسار طبيعي، ملعب، برامج ترفيهية، التزلج على الجليد،المشي بالأحذية الثلجية، التزلج الريفي على الثلج، وامتياز الطعام. السباحة مفتوحة يوميًا من عطلة نهاية الأسبوع ليوم الذكرى حتى عيد العمال من الساعة 10 صباحًا حتى الساعة 6 مساءً، وتبلغ رسوم البوابة 8دولارات لكل سيارة.
منذ فترة طويلة يستخدم المتنزّه للتوجيه. تم رسمه لأول مرة في عام 1980 بواسطة مارك دوموني وصاغهُ بيل جيمسون كان المتنزّه موقعًا لبطولات الولايات المتحدة بين الكليات لعام 1981. كان من المتوقع وضع دورة دائمة تسمى {تريم-o } في الحديقة في عام 2008

### مركز طبيعة بركة شيفر
يقع مركز طبيعة مركز شيفر داخل المتنزّه، والذي يوفر برامج ترفيهية وتعليمية بيئية في الهواء الطلق ويمكن الوصول إليه من قبل ذوي الاحتياجات الخاصة. يقع المركز في بداية 20 ميلاً (32) كم من الممرات. إلى جانب البرامج المجدولة، قد يتم استئجار المنشأة لاجتماعات النادي.
يضم مركز بركة شيفر أيضًا موقع مراقبة ترسب الهواء، والأمطار الحمضية التابع لوزارة حماية البيئة بولاية نيويورك.

## روابط خارجية
- متنزهات ولاية نيويورك: حديقة ولاية جرافتون ليكس